# 双恋
《双恋》是日本美少女遊戲雜誌《電擊G's雜誌》於2002年8月（10月号）至2005年8月期間的一個讀者參與計劃，以双胞胎姐妹和主人公交往为故事情节。原作是雙葉雛，原畫由佐佐木睦美負責，而讀者參與計劃期間的連載漫畫則由金閣寺（葉山理子）負責。已被改編為電視動畫及遊戲。

## 剧情介绍

### 第一部
二见望是初中三年级学生，年幼时母亲早逝，和父亲两个人生活。父亲因为工作关系要调去夏威夷天文台，望决定寄住在亲戚雏菊阿姨家。 雏菊阿姨所在的小镇，也曾是望小时候和妈妈住过的故乡。重新走在熟悉的街道上，童年的记忆又浮现在了眼前。望想起了小时候常常和望一起玩的双胞胎一条姐妹……“不知道她们现在还住在这里么?” 在恰巧路过便利店的时候，望看见了一对双胞胎姐妹，便想看看是不是一条姐妹，没想到因为看得太专注，第一次出来购物的两位大小姐樱月姐妹便误以为他是坏人，慌乱时不小心丢了钱包。望急忙拣起钱包并准备还给樱月姐妹时，却被店员和樱月的老管家剑持误认为是小偷，还挨了一顿揍。在无法说清楚的情况下，望只好选择了逃跑…… 终于找到了雏菊阿姨的家，没想到雏菊阿姨也有一对可爱的双胞胎女儿露露·拉拉。雏菊一家非常欢迎望。没想到这时一条姐妹薰子·堇子也特意赶来看望，望的心里开始飘飘然起来…… 在参观雏菊阿姨家的庭院时，望发现了‘双子冢’。一条姐妹告诉望，‘双子冢’还有一个哀恋的美丽传说…… 据说因为有了这个‘双子冢’，这个镇上的双胞胎也渐渐变得多了起来…… 翌日，望去‘双爱学园’报道办理了转学手续。班主任‘桃衣 爱’告诉他还有一对转校生会来报道，没想到就是望在便利店遇见的樱月姐妹，樱月姐妹连连对在便利店的误会向他道歉，樱月姐妹说道：“能在这里再一次见面，是不是命运呢？”面对一条姐妹也在场的情况下，望的心里开始渐渐不安起来……

### 第二部
雙戀 Alternative 
詳情 雙戀2

## 登場人物

### 男主角
- 第一部 二見望（配音:高城元氣)

母亲早逝，因为父亲工作调动的关系望寄住在亲戚雏菊阿姨家，转学到‘双爱学园’就读三年级。回到了童年时代曾经住过的地方，望期待能再见到小时候青梅竹马的一条姐妹，却没想到小镇上居然会有这么多的双胞胎女孩。

### 雙子們
- 櫻月綺羅・由羅（桜月キラ・ユラ）(  )（配音：伊月唯&綱掛裕美）

一開始最先遇到的雙胞胎，是一對富家姐妹。
因父親之命令－體驗普通人之生活而入讀主人公之學校。因在一開始主人公的幇忙以及其後的照顧而將主人公視為恩人。
綺羅是粉紅色緞帶，由羅是紫色緞帶。
- 一條薰子・堇子（一條薫子・菫子）(  )（配音：堀江由衣&小清水亞美）

主角的童年玩伴，兩人均在小時候暗戀主人公直到現在。
姐姐薰子為馬尾長髮，妹妹堇子為短髮。
- 白鍾沙羅・雙樹（白鍾沙羅・雙樹）(  )（配音：水橋香織&門脇舞以）

姐姐雙樹體弱多病、性格溫和，妹妹沙羅為保護在小時候便體弱多病的姐姐，故而在性格上和雙樹相反。
- 雛菊露露・拉拉（雛菊るる・らら）(  )（配音：長谷川靜香&落合祐裡香）

為主人公所寄居之寺廟主持之女兒，兩人均視主人公為未婚夫。兩人養有一隻山羊，叫比利。
- 千草初・戀（千草初・戀）(  )（配音：吉住梢&桑谷夏子）

鎮上獸醫之女兒，主人公帶山羊去看病時認識。
- 桃衣愛・舞（桃衣愛・舞）(  )（配音：高橋智秋&三五美奈子）

為主人公學校的老師，愛是班主任、舞是保健室老師。

## 電視動畫

### 各話標題
| 話數 | 中文標題       | 日文標題                                                         |
| ---- | -------------- | ---------------------------------------------------------------- |
| 1    | 雙子冢之街     |                                                                  |
| 2    | 回憶中的冰淇淋 | [思い出のアイスクリーム ] 错误：{{Lang}}：无效参数：\|3=（帮助） |
| 4    | 相會草莓餡餅   |                                                                  |
| 5    | 流動的時間     |                                                                  |
| 6    | 夏天的火箭     |                                                                  |
| 7    | 盛夏的寶石箱   |                                                                  |
| 8    | 白色的素描本   |                                                                  |
| 9    | 晚霞的彩色蠟筆 |                                                                  |
| 10   | 三角鈴。聖誕   |                                                                  |
| 11   | 迷失的新年參拜 |                                                                  |
| 12   | 情人節。危機   |                                                                  |
| 13   | 不遠的春天...  |                                                                  |

### 主題曲
片頭曲
作詞：riya／作曲／編曲：菊地創／ 歌：eufonius
片尾曲
作詞：riya／作曲／編曲：菊地創／ 歌：eufonius

## 外部連結
- 官方網站，存档于（存檔日期 2011-07-07）（日語）
- （日語）